# Arthur Nordenswan

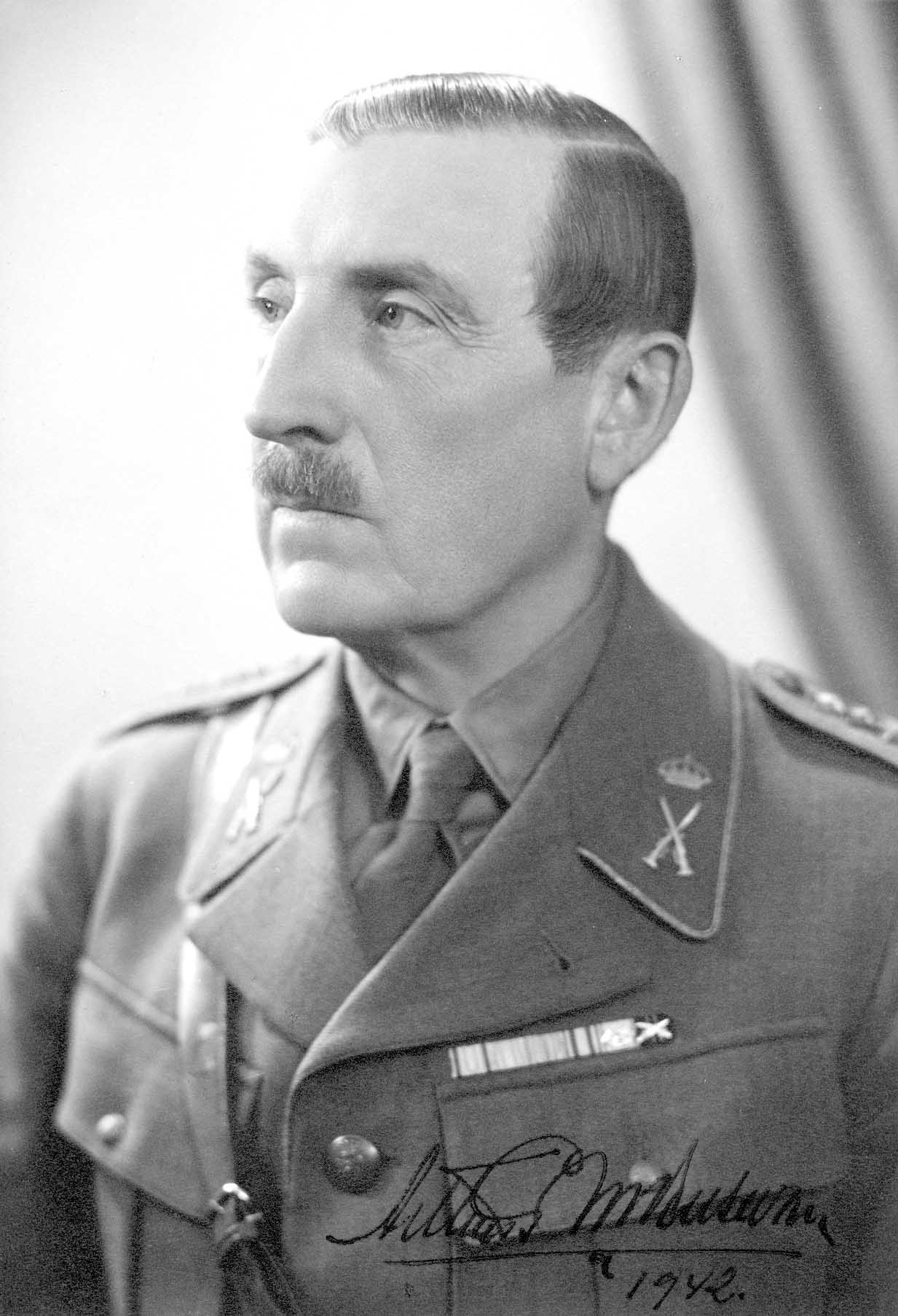
Överste Arthur Nordensvan

Arthur Georg Nordenswan, född 27 januari 1883 i Stockholm, död 29 december 1970 i Stockholm, var en svensk sportskytt och militär. Han var son till Carl Otto Nordensvan och bror till Gustaf Nordensvan.
Nordenswan, som blivit underlöjtnant i Svea livgarde 1902, blev olympisk silvermedaljör 1912 i grenen miniatyrgevär 50 meter lag. Han deltog även i den individuella tävlingen, där han kom på sextonde plats. Nordenswan blev kapten vid Svea livgarde 1916, vid Västernorrlands regemente 1921, major vid Norrbottens regemente 1926 och överstelöjtnant 1930. Han var chef för svenska truppstyrkan i Saar 1934–1935. Nordenswan var 1935–1942 överste och chef för Skaraborgs regemente. Han deltog som frivillig i finska vinterkriget och förde befäl över den stridande delen av Svenska frivilligkåren, samtidigt som general Ernst Linder var chef för hela styrkan. Nordenswan blev ordförande i Förbundet Svenska Finlandsfrivilliga 1947. Han är begravd på Norra begravningsplatsen utanför Stockholm.